# Adolf Portmann
Adolf Portmann (Basilea, 27 de mayo de 1897-Binningen, 28 de junio de 1982) fue un biólogo, zoólogo, antropólogo y filósofo suizo, que realizó aportes teóricos significativos para la comprensión semántica del organismo vivo.  

## Biografía
Nacido en Basilea, Suiza, estudió zoología en la Universidad de Basilea y más tarde trabajó en Ginebra, Múnich, París y Berlín, pero principalmente en laboratorios de biología marina en Francia (Banyuls-sur-Mer, Roscoff, Villefranche-sur-Mer) y Heligoland.
En 1931 fue nombrado profesor de Zoología en Basilea. Sus principales áreas de investigación cubrieron la biología marina y la morfología comparada de los vertebrados. Su trabajo era a menudo interdisciplinario, comprendiendo aspectos sociológicos y filosóficos de la vida de los animales y los seres humanos.
En 1965 le fue conferido el Sigmund-Freud-Preis für wissenschaftliche Prosa.
Portmann murió en Binningen, cerca de Basilea, el 28 de junio de 1982.

## Pensamiento
La forma
Adolf Portmann define la vida en torno a la forma. La forma es representada sobre una "pantalla". Dicha pantalla solo es posible sobre lo opaco. La opacidad esconde la "interioridad", y desde ella se devela la forma.
En contraposición con la tradición de los biólogos neodarwinistas (genestistas) quienes conciben la vida sostenida en un dogma molecular, para Portmann es inútil buscar los fundamentos de la vida en "causas internas" pues para el zoólogo suizo, influenciado por Uexküll, la interioridad del organismo no es accesible directamente. Por el contrario,  Portmann aborda la riqueza de significados que se reconocen en la superficie del organismo, por ejemplo, en su figura, su textura, sus colores y sus comportamientos.
Las formas que componen el exterior de las cosas vivientes se destacan en la medida que ocultan una dimensión interior (Innenwelt) desde donde se contempla, y eventualmente se plantea la transformación de, su Umwelt. El exterior posee un valor estético, mientras que los órganos internos son pobres en valor estético. Por ejemplo,  en la mayoría de los vertebrados los órganos internos se encuentran arreglados de manera menos simétrica en comparación  con el exterior. Esto ocurre siempre y cuando el organismo sea opaco. Portmann coloca como contra-ejemplo el caso de ciertos organismos acuáticos como las medusas y la rana cristal cuya piel es traslúcida en ciertas especies. Las ranas traslúcidas muestran un arreglo de sus órganos internos más simétrico que las ranas opacas. 
La función estética
Aunque Darwin reconoce el protagonismo de lo estético en la vida los animales, el Neo-Darwinismo descartó lo que no fuesen funciones utilitarias en la síntesis moderna. Según Portmann los animales son "personajes" u objetos "vectoriales", pues apuntan desde su interioridad con "intención", revelando así  funciones no utilitarias. De servir para algo, al animal las formas estéticas le sirven para revelar su interioridad, su mundo inaccesible, que esta vez se hace palpable en su piel, cubierta, caparazón,  cuernos, plumas, hábitos, etc.
Acto de presencia
Portmann llamó la atención sobre como las formas de vida privilegian la simetría externa a pesar de lo asimétrico de sus órganos internos. Es como si el organismo supiera que alguien lo ve, mostrando pues su mejor aspecto; lo cual explicaría la mayor simetría y ornamentación del 'exterior' y el ocultamiento de las asimetrias y "fealdades" del 'interior'. Esta contraposición entre interioridad inaccesible y exterior simbólico es contraposición propia de la vida. A partir de esta idea Portmann define, en alemán, el concepto "eigentliche Erscheinungen" que se traduce al castellano como 'apariencia actual' o 'acto de presencia'.  
La apariencia actual es la expresión de lo propio del organismo, en otras palabras, es la auto-representación del organismo. El fenómeno propio, como lo llama Karel Kleisner, muestra significados, aun cuando estos tengan o no un destino o destinatario obvio. En caso de que no haya un depositario obvio del significado, todavía es posible que haya un significado (aunque no posea sentido). Para Portmann la vida es semiótica, y los significados y sentidos son biológicamente universales.  
Si el significado tiene un depositario obvio, este cobra sentido y existen dos opciones, que el mensaje sea "honesto" o "deshonesto". El neo-darwinismo llegó a las nociones de honesto y deshonesto a partir del concepto de selección natural. Se estableció así el mimetismo muleriano y batesiano, respectivamente. Sin embargo, el neo-darwinismo ignoró por completo la gran carga subjetiva/valorativa (semiótica) de las nociones de honesto y deshonesto, al fin de cuentas, inevitables en la explicación del mimetismo. Para los neodarwinistas el mimetismo, siendo una expresión genética, es una consecuencia de cuan exitosa haya sido su función para la supervivencia. Los genes son egoístas. En cambio para Portmann, el mimetismo no es necesariamente 'consecuencia' (de la selección genética) sino 'efecto' de causas subjetivas, irracionales. El enfoque fenomenológico de Portmann va más allá del neo-darwinismo, aportando así a la construcción de una nueva ciencia, la biosemiótica.

## Aportes a la biosemiótica
Ya Uexküll se había revelado contra la visión del organismo como un mero conglomerado de mecanismos que responde a los estímulos externos, cual lo hace una máquina que expende bebidas gaseosas. La noción de Umwelt de Uexküll, asimilada y desplegada a su conveniencia por Portmann, libera al pensamiento biológico de las constricciones de lo mecanisista, dando paso a lo simbólico.  
A diferencia de Uexküll, Portmann no niega la selección natural. Sin embargo, al igual que León Croizat, observa diversos escenarios donde la selección natural es secundaria, donde prevalece lo estructural y estético.   
Portmann respira en la atmósfera que se construye desde principios del siglo XX, donde entre otros destaca Edmund Husserl, considerando ampliamente como el padre de la fenomenología. Cabe resaltar que el pensamiento de Uexküll participa en la construcción de dicha atmósfera fenomenológica. Tanto para Husserl, como para Uexküll y Portmann la  vida misma es centro de su mundo (Umwelt), mundo que es sentido y alterado desde ella misma.   
La idea que subyace y prevalece, y que Portmann potencia, es que los objetos que entran en el Umwelt del organismo son revelados y experimentados de la forma en que son, en virtud de la forma en que está estructurada la percepción de cada organismo, quienes siguen cierta gramática de interpretación o biosemiótica, que es universal. La libertad del organismo está garantizada dado lo azarosas (irracionales) que pueden llegar a ser las combinaciones de símbolos y por ende sus interpretaciones.  La manera como se trata el organismo con la forma es una experiencia simbólica, pues Portmann, al igual que los filósofos de la fenomenología, reconoce una estructura de la conciencia tal que el organismo interpreta símbolos, con o sin la "ilusión" de racionalizarlos. Al igual que para Husserl y Hartman, para Portmann la objetividad (racional) no es más que una ilusión, creada desde la subjetividad del organismo.          
Organo semántico
Portmann en su idea de autorrepresentación orgánica, considera la superficie exterior de los organismos vivos como un órgano que cumple una "función" (no necesariamente utilitaria) en dicha autorrepresentación. Portmann toma esta idea como punto de partida para elaborar y redefinir conceptos que los estudiosos de la biosemiótica reconocen son compatibles con el marco teórico de la biosemiótica. Hoy en día, a pesar de las muchas teorías que sirven para comprender el aposematismo, el camuflaje, el engaño y otros fenómenos relacionados con la categoría del mimetismo, todavía existe la necesidad de una teoría aun más universal (que la teoría neodarwinista) que resintetice los aspectos evolutivos, morfogenéticos y semióticos, que vemos autorepresentados en la superficie de los organismos y en su comportamiento. El concepto de autorrepresentación de Adolf Portmann da un paso significativo en este sentido.     
Para Portman el órgano semántico cobra sentido desde una interpretación específica del Umwelt de ciertos patrones superficiales. Dichos patrones comienzan a distinguirse en el curso de procesos morfogenéticos durante la ontogénesis y filogénesis. Lo que hace que los órganos semáticos persistan es el acto de auto-representación y la interpretación específica desde el Umwelt. Esto hace pensar a los científicos de la biosemiótica que hay un escenario de convenciones plenas de significados que permiten la conexión entre dos mundos independientes, el mundo interior y el Umwelt.La selección natural no es estrictamente necesaria en la metodología que se utiliza en esta aproximación científica. El papel de la selección, de haberla, está definida por la significación dentro del umwelt del intérprete, y no al revés; la selección natural no explica por ejemplo por qué el patrón de coloración de bandas alternadas entre amarillo y negro persiste entre tigres, ciertas serpientes y abejas, aun cuando estas especies poseen modos de vida cietamente desconectados el uno del otro.En todos estos escenarios este patrón de coloración de negro y amarillo universalmente da una señal de alerta, incluso entre los humanos. La selección natural no da cuenta de por qué este patrón y no otro, por ejemplo, rosado y azul celeste. Y menos aún da cuenta de la elegancia y gracia observada, verbigracia, en el tigre de Bengala. La selección natural es secundaria a los fenómenos que dan cabida, ontogéntica y filogénicamente, a las formas vivas. Es decir, la selección natural, de haberla, es secundaria a la ortogénensis (sensu Croizat). La selección natural es una racionalización posible en el Umwelt humano que obedece a la lógica de la supervivencia, en cambio la ortogénesis reconoce que las cosas son percibidas por el organismo tal como son, en un marco interpretativo estructurado en convenciones plenas de significados, sean estos arbitrarios o no. La vida no obedece a la lógica de la supervivencia sino que es ella misma, tal cual como está siendo ("Dasein" sensu Heidegger), a pesar de las restricciones que impone la supervivencia. La vida es fuente de símbolos que ofrecen novedades dadas la libertad de interpretación del organismo. El órgano semático no es pues un órgano primeramente utilitario, sino que es primeramente un órgano fenomenológico.   

## Aportes a la antropología
Premadurez fisiológica
Según el concepto de premadurez fisiológica (próximo al concepto de " neotenia "), el hombre es un animal "que nació demasiado pronto". Aunque el feto experimenta la maduración de su coordinación motora y de sus órganos sensoriales en el útero, el ser humano se encuentra, en el momento del nacimiento, comparativamente sumamente indefenso. Este hecho contrasta con las madurez y destrezas de otros mamíferos superiores al nacer (por ejemplo, elefantes, caballos, etc.). Esta característica del ser humano hace que muchos procesos de desarrollo deban integrarse después del nacimiento en el entorno sociocultural. Debido a su dependencia de las interacciones sociales humanas y de las influencias culturales, el ser humano debe estar constantemente abierto a ellas. Según Portmann, esta capacidad especial de “apertura” es un requisito previo para el aprendizaje cultural y espiritual.

## Obra
- Einführung in die vergleichende Morphologie der Wirbeltiere (1948)
- Die Tiergestalt (1948)
- Das Tier als soziales Wesen (1953)
- Zoologie und das neue Bild des Menschen (1956, 3.ª ed. 1969)
- Biologie und Geist (1956, reeditado con un prólogo de Thure von Uexküll 1999)
- Neue Wege der Biologie (1961)
- Aufbruch der Lebensforschung (1965)
- Manipulation des Menschen als Schicksal und Bedrohung (Zúrich, 1969)
- Vom Lebendigen (1973)
- An den Grenzen des Wissens (1974, autobiografía)

## Abreviatura (zoología)
La abreviatura Portmann  se emplea para indicar a Adolf Portmann como autoridad en la descripción y taxonomía en zoología.

## Literatura
- Joachim Illies. Adolf Portmann. Ein Biologe vor dem Geheimnis des Lebendigen. Herder, Freiburg/Basel/Wien 1976
- Rolf Kugler. Philosophische Aspekte der Biologie Adolf Portmanns. EVZ-Verlag, Zürich 1967
- Matthias Riedl. Adolf Portmann – Ein Skeptiker auf der Suche. In: Elisabetta Barone, Matthias Riedl, Alexandra Tischel (Hrsg.): Pioniere, Poeten, Professoren. Eranos und der Monte Verità in der Zivilisationsgeschichte des 20. Jahrhunderts. In: Eranos – Neue Folge. Nr. 11. Würzburg 2003, pp. 115–126
- Markus Ritter. Die Biologie Adolf Portmanns in zeitgeschichtlichem Kontext, in: Basler Zeitschrift für Geschichte und Altertumskunde, vol. 100 (2000), pp. 207–254 (Volltext).
- Roger Alfred Stamm, Pio Fioroni. Adolf Portmann, ein Rückblick auf seine Forschungen. In: Verhandlungen der Naturforschenden Gesellschaft in Basel 94, 1984: 87–120